# Bullidae

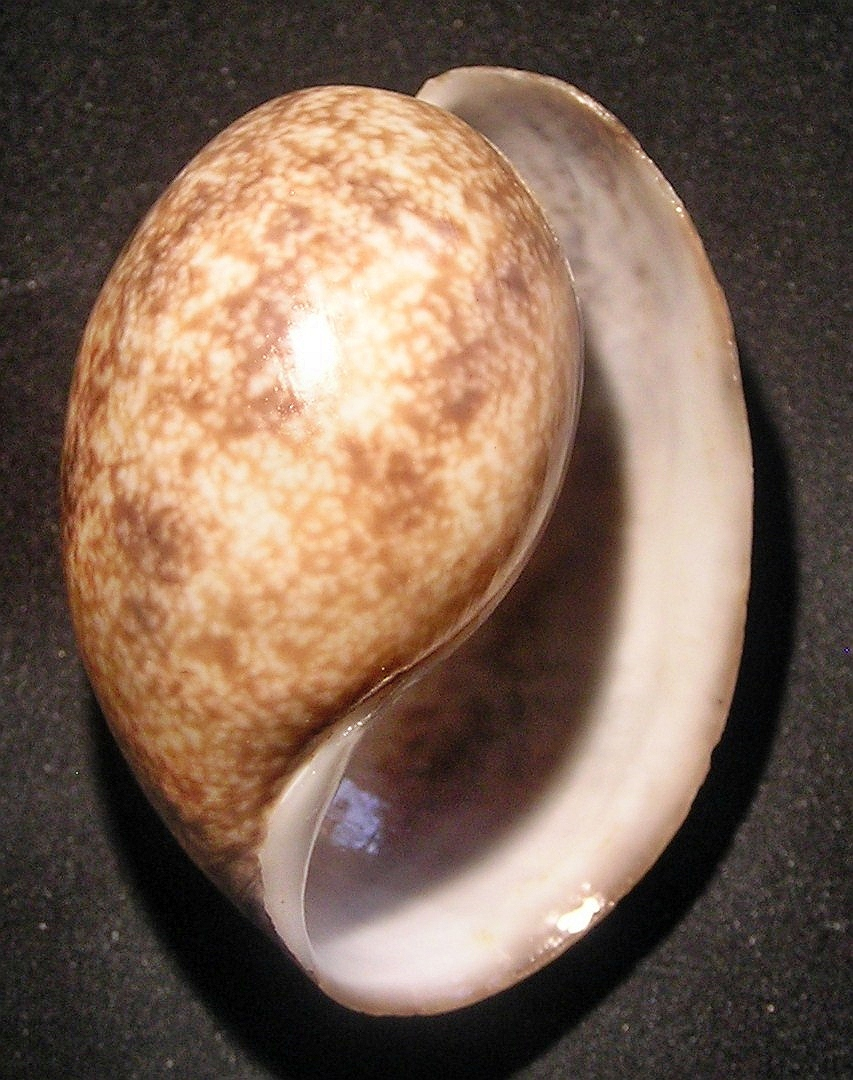
Gehäuse von Bulla ampulla

Die Blasenschnecken (Bulla) sind eine Gattung und Familie meist mittelgroßer, in tropischen Meeren weltweit vorkommender mariner gehäusetragender Schnecken in der Ordnung der Kopfschildschnecken (Cephalaspidea). Bulla ist die einzige Gattung der Familie Bullidae, die wiederum allein die Überfamilie Bulloidea bildet. Sie umfasst 12 anerkannte Arten.

## Merkmale
Anders als die meisten anderen Hinterkiemerschnecken tragen die Bullidae ihr Schneckenhaus frei auf dem Rücken. Die eiförmigen, unauffällig gefärbten, meist glatten Schneckenhäuser haben ein eingesunkenes Gewinde und eine lange, gebogene, umgekehrt kommaförmige Gehäusemündung. Der Kopfschild trägt an den Seiten ein Paar großer Fühler, die in der äußeren Form einem Sipho ähneln. Die Kiefer sind länglich bis halbmondförmig. Die mittleren Zähne der Radula sind breit und haben viele Zähnchen mit einem kleineren Zentralhöcker. Zu den seitlichen Zähnen besteht eine breite Lücke. Die inneren Seitenzähne sind krallenartig mit einem symmetrischen Zentralhöcker und beiderseits je 3 bis 4 Seitenhöckern, die äußeren Seitenzähne mit einer glatten inneren vertikalen Kante und einer gezähnelten äußeren Kante mit 4 bis 10 Höckern und der Basis mit Zähnchen. Die zweiten äußeren Seitenzähne sind zu Plättchen reduziert. Die hornigen Kauplatten sind glatt und haben einen Längskiel.
Die Schnecken sind Zwitter mit einem langen, muskulösen, einziehbaren Penis in der Kopfregion. Der im hinteren Körperabschnitt befindliche Gonodukt, an dessen Ende die Zwitterdrüse sitzt, ist vorn leicht gewunden, die Befruchtungskammer in seiner Mitte und der Samenbeutel, in dem die Samen der Sexualpartner gespeichert werden, vorn bauchwärts. Die beiden Geschlechtsorgane sind durch eine bewimperte Rinne an der oberen rechten Seite des Körpers verbunden.
Nach der gegenseitigen Begattung legen beide Sexualpartner Eier, aus denen Veliger-Larven schlüpfen, die sich von Plankton ernähren und nach mehreren Monaten zu Jungschnecken metamorphosieren.
Die Schneckenarten innerhalb der Gattung ähneln einander stark bei gleichzeitiger Variabilität innerhalb der einzelnen Arten, so dass zur Abgrenzung derselben teilweise molekularbiologische Untersuchungen notwendig sind.

## Verbreitung und Arten
Die größte Art der Bullidae ist die im Indopazifik lebende Ampullen-Blasenschnecke (Bulla ampulla), deren Gehäuse bis zu 6 cm lang werden kann.
Die Bullidae sind in allen tropischen Weltmeeren verbreitet. Von den 12 anerkannten Arten leben zwei (Bulla striata und Bulla mabillei) im östlichen Atlantik, zwei (Bulla occidentalis und Bulla solida) im westlichen Atlantik, zwei (Bulla gouldiana und Bulla punctulata) im östlichen Pazifik, und sechs (Bulla ampulla, Bulla arabica, Bulla orientalis, Bulla peasiana, Bulla quoyii und Bulla vernicosa) im Indopazifik.
Die Schnecken leben in der Gezeitenzone, in Gezeitentümpeln und bis in Tiefen von 70 m auf Sand, Schlamm, Schotter, Grünalgen und Seegraswiesen, wo sie sich vor allem von Grünalgen ernähren. Während der Ebbe vergraben sie sich im Sand.

## Geschichte der Systematik
Bulla bezeichnet im Lateinischen eine Blase. Linnaeus beschreibt 1758 die Gattung Bulla als Schnecke mit einteiliger zusammengerollter unbewaffneter Schale mit einer etwas ausgedehnten, länglichen, längs verlaufenden, an der Basis ganzrandigen Öffnung und einer schiefen Spindel. Die Anatomie der Schnecke bleibt hier noch ganz unberücksichtigt, denn auf Grund der morphologischen Merkmale des Schneckenhauses schließt er in diese Gattung mit 23 Arten neben der später als Typusart festgelegten Bulla ampulla, die wie alle Vertreter der heutigen Gattung Bulla ein äußeres Gehäuse trägt, ganz andere Arten mit innerer Schale ein, so etwa die Offene Seemandel (Bulla aperta), aber auch Vertreter der zu den Wasserlungenschnecken gehörenden Physidae, nämlich die Quellblasenschnecke (Bulla fontinalis) und die Moosblasenschnecke (Bulla hypnorum). Bis heute werden diese hier genannten Schnecken auch als „Blasenschnecke“ bezeichnet. Einzig Bulla ampulla verbleibt bis heute in der Gattung Bulla, während drei von Linnaeus beschriebene Arten zweifelhaft sind und die übrigen zu 18 verschiedenen Gattungen gehören.
Bereits Emanuel Mendes da Costa begann 1778 mit der Einengung der Gattung und schloss die heutigen Ovulidae aus. Jean-Guillaume Bruguière stellte 1789 fest, dass Linnaeus in der Gattung Bulla mehrere nicht verwandte Schnecken zusammengefasst hatte, und schränkte die Gattung auf marine Schnecken ein, die eine Gehäusemündung mit der vollen Gehäuselänge und ein eingesunkenes Gewinde haben – neben der heutigen Gattung Bulla auch noch Cylichna. Jean-Baptiste de Lamarck schränkte 1822 die Gattung auf marine Schnecken mit externer Schale ein und berücksichtigte erstmals die Anatomie der Schnecken. So wurde die Offene Seemandel in eine andere Gattung (Bullaea) verschoben, und es blieben nur noch 6 der ursprünglich 23 Arten von Linnaeus. John Edward Gray, der sich auf die Gattungsbeschreibung von Lamarck von 1801 bezog, legte 1847 Bulla ampulla als Typusart fest. Mit ihm ist die Eingrenzung der heute bekannten Gattung weitgehend abgeschlossen.